# Бродский, Аркадий Яковлевич
Аркадий Яковлевич Бродский (04.04.1914, Братское, Николаевская область — 01.08.1981, Москва) — учёный в области сварки, доктор технических наук (1965), профессор (1976), лауреат Сталинской премии 3-й степени (1950).

## Биография
Окончил Московское высшее техническое училище им. Э. Н. Баумана (1937).
До 1939 г. работал в ЦНИИТМАШе, затем — в НИИ технологии и организации производства (НИАТ) Наркомата авиационной промышленности.
Участник войны, в действующей армии с 28 июня по 14 июля 1941 года, выбыл после ранения. Награждён орденом Славы III степени (06.11.1947). Вернулся в НИАТ.
С 1952 г. до конца жизни зав. лабораторией сварки в ЦНИИ строительных конструкций им. А. В. Кучеренко (Москва).
Изобретатель аргонно-дуговой сварки. Автор многочисленных публикаций в области сварки.
Доктор технических наук (1965), профессор (1976). Вместо докторскойдиссертации - доклад с обобщением публикаций:
- Сварка новых сталей и алюминиевых сплавов для строительных конструкций [Текст] : Доклад-обобщение опублик. работ на соискание учен. степени доктора техн. наук / Госстрой СССР. Центр. науч.-исслед. ин-т строит. конструкций им. В. А. Кучеренко. - Москва : [б. и.], 1964. - 105 с. : ил.

Сталинская премия 1950 года — за разработку и внедрение новых методов методов дуговой электросварки.
Умер в Москве 01.08.1981. Похоронен на Николо-Архангельском кладбище.
Жена: Богданова Алла Николаевна (07.09.1914, Николаев — 10.11.2005, Москва). Дети: Бродский Игорь Аркадьевич (5.11.1939, Кировоград). Музыкальный педагог, кандидат наук, Москва; Бродская Ирина Аркадьевна (28.05.1937, Кировоград), Москва; Бродская Татьяна Аркадьевна (24.02.1947), Москва.

## Научная деятельность

### Научные труды
- Электродуговая сварка в защитной среде гелия или аргона / А. Я. Бродский ; Мин-во авиац. пром-ти СССР, Научно-исслед. ин-т технологии и организации производства. НИАТ. — М.: НИАТ, 1947. — 31 с.
- Бродский А. Я. Аргонодуговая сварка металлов малых толщин // Автогенное дело. — 1948. — № 10. — С. 11—17.
- Аргоно-дуговая сварка вольфрамовым электродом [Текст]. — М.: Машгиз, 1956. — 396 с. : ил.; 23 см.
- Технология дуговой электросварки в инертной среде [Текст]. — М.: Машгиз, 1951. — 166 с. : ил.; 23 см.
- Дуговая электросварка в инертной среде [Текст] / А. Я. Бродский. — М.: изд-во и 1-я тип. Машгиза, 1950 (Ленинград). — 246 с. : ил.; 23 см.
- Электродуговая и электрошлаковая сварка стыков арматуры железобетона [Текст] / А. Я. Бродский, канд. техн. наук. — М.: Госстройиздат, 1958. — 142 с., 1 л. табл. : ил.; 22 см.
- Исследование правки сварных самолетных конструкций [Текст] / А. Я. Бродский, канд. техн. наук ; Под ред. д-ра техн. наук проф. Г. А. Николаева. — М.: изд-во и тип. Оборонгиза, 1948. — 116 с. : ил.; 22 см.
- Сварка арматуры железобетонных конструкций [Текст] / А. Я. Бродский, канд. техн. наук ; Акад. строительства и архитектуры СССР. Центр. науч.-исслед. ин-т строит. конструкций. — М.: Госстройиздат, 1961. — 379 с. : ил.; 23
- Сварка арматуры железобетонных конструкций на строительной площадке [Текст] / А. Я. Бродский, Г. И. Евстратов, А. М. Фридман ; Под ред. д. т. н., проф. А. Я. Бродского. — М.: Стройиздат, 1978. — 271 с. : ил.; 20 см.
- Слесарно-сварочные приспособления в самолетостроении [Текст] / А. К. Анзин, А. Я. Бродский, Н. Т. Швецков. — М.: изд-во и тип. Оборонгиза, 1949. — 312 с. : ил.; 23 см.